# Dilan Dog (Veseli četvrtak)
Dilan Dog je u Srbiji ponovo počeo redovno da izlazi 2008. godine u izdanju izdavačke kuće Veseli četvrtak. Do sada su objavljene ove epizode.

## Epizode

### 2008.
1. Čarobni frulaš (14.02.2008)
2. Kuća duhova (13.03.2008)
3. Nekropolis (10.04.2008)
4. Ubica veštica (08.05.2008)
5. Manila (05.06.2008)
6. Bunar prevara 03.07.2008)
7. Prokleta knjiga (31.07.2008)
8. Veliki san (28.08.2008)
9. Naslikani košmar (25.09.2008)
10. Deseta žrtva (27.10.2008)
11. Nelojalna konkurencija (20.11.2008)
12. Đavolov dodir (18.12.2008)

### 2009.
13. Mudrost mrtvih (15.01.2009)
14. Dva života Drim (12.02.2009)
15. Na talasima sećanja (12.03.2009)
16. Nesanica (08.04.2009)
17. Ne umreti za 24 časa (07.05.2009)
18. Ubilački instinkt (04.06.2009)
19. Preko praga (02.07.2009)
20. Nebo može da čeka (30.07.2009)
21. Misteriozni sused (27.08.2009)
22. Nightmare tour (23.09.2009)
23. Utvara iz Skotland Jarda (22.10.2009)
24. Nepoželjni gost (19.11.2009)
25. Poslednja karta (17.12.2009)

### 2010.
26. Demonska sonata (14.01.2010)
27. Predodređene žrtve (11.02.2010)
28. U senci vulkana (11.03.2010)
29. Naslednici zone sumraka (08.04.2010)
30. Veliko đubre (06.05.2010)
31. Ukronija (03.06.2010)
32. Ksabaras! (01.07.2010)
33. U ime oca (26.07.2010)
34. Ubica je među nama (26.08.2010)
35. Marti (23.09.2010)
36. Groblje nakaza (21.10.2010)
37. Krčma na kraju sveta (18.11.2010)
38. Sve Saline ljubavi (16.12.2010)

### 2011.
39. Duša od čelika (13.01.2011)
40. Sahranjena sećanja (10.02.2011)
41. Lift za pakao (10.03.2011)
42. Čuvar svetionika (07.04.2011)
43. Poltergajst (05.05.2011)
44. Salivanova čudovišta (02.06.2011)
45. Prokockani životi (30.06.2011)
46. Soba broj 63 (28.07.2011)
47. Okrutni Takur (25.08.2011)
48. Čuvar (22.09.2011)
49. Upirov bes (20.10.2011)
50. Iz daleke galaksije (17.11.2011)
51.  Kasperov sud (15.12.2011)

### 2012.
52. Pozdrav iz Munlajta (12.01.2012)
53. Palikuća (09.02.2012)
54. Breg zečeva (08.03.2012)
55. Lijam lažov (05.04.2012)
56. Reinkarnacije (03.05.2012)
57. Zmajeve kandže (31.05.2012)
58.Stvari sa drugog sveta (28.06.2012)
59. Formular A38 (26.07.2012)
60. Profesionalci (23.08.2012)
61. Gospodar muva (18.09.2013)
62. Maleni đavo (18.10.2012)
63. Pokolj Grejmonovih (15.11.2012)
64. Živi sahranjeni (13.12.2012)

### 2013.
65. Beg od prošlosti (10.01.2013)
66. Trinaesti čovek (07.02.2013)
67. Neznanac na putu (07.03.2013)
68. Dan likantropa (04.04.2013)
69. Silazak u ponor (02.05.2013)
70. Vrt iluzija (30.05.2013)
71. Mater Morbi (27.06.2013)
72. Životni put (25.07.2013)
73. Opasne veze (22.08.2013)
74. Progonitelj (19.09.2013)
75. U znaku bola (15.10.2013)
76. Kradljivac umova (14.11.2013)
77. Program rehabilitacije (12.12.2013)

### 2014.
78. Novi varvari (23.01.2014)
79. Prinudni rad (20.02.2014)
80. Put zagonetki (18.03.2014)
81. Mračni naslednik (15.04.2014)
82. Nema trika, nema prevare (13.05.2014)
83. Zarobljene duše (12.06.2014)
84. Poslednji besmrtnici (09.07.2014)
85. Padaju žabe (11.08.2014)
86. Muž i žena (04.09.2014)
87. Druga šansa (02.10.2014)
88. Vradžbina (30.10.2014)
89. U glavi ubice (27.11.2014)
90. Verna klijentela (24.12.2014)

### 2015.
91. Porodični portret (22.01.2015)
92. Balzamator (19.02.2015)
93. Savršeni zločin (19.03.2015)
94. Žderač kostiju (16.04.2015)
95. Užas u visinama (14.05.2015)
96. Muzej zločina (12.06.2015)
97. Kovčeg čuda (24.07.2015)
98. Ubica iz susednog stana (06.08.2015)
99. Boginja majka (04.09.2015)
100. Obdukcija ( 30.09.2015)
101. Ja, čudovište (02.11.2015)
102. Gavranova presuda (03.12.2015)
103. Vanzemaljska epidemija (30.12.2015)

### 2016.
104. Urušavanje (28.1.2016)
105. Znaci kraja (25.2.2016)
106. Legija kostura (24.3.2016)
107. Bleki (21.4.2016)
108. Lažnjak (19.5.2016)
109. Urbane legende (16.6.2016)
110. Povratnici (14.7.2016)
111. Begunica (11.8.2016)
112. Mladi vampiri (8.9.2016)
113. Plač vile zloslutnice (6.10.2016)
114. Balorovo oko (3.11.2016)
115. Mržnja nikad ne umire (1.12.2016)
116. Novi život (29.12.2016)

### 2017.
117. Na koži (26.1.2017)
118. Mesečari (23.02.2017)
119. Ostrvo Treš (21.03.2017)
120. … i budi lep leš (19.04.2017)
121. Predivno stvorenje (18.05.2017)
122. Smrt nije dovoljna (15.06.2017)
123. Osuđen na zemlju (12.07.2017)
124. Jesenji skitači (10.08.2017)
125. Pakleni posao (08.09.2017)
126. Golgota (04.10.2017)
127.  Gori, veštice… gori! (02.11.2017)
128. Duboki svemir (30.11.2017)
129. Nikad više, inspektore Blok (28.12.2017)

### 2018.
130. Anarhija u Ujedinjenom Kraljevstvu (25.01.2018)
131. Dobro došli u Vikedford (21.02.2018)
132. U službi haosa (21.03.2018)
133. Muško srce (19.04.2018)
134. U dimu bitke (17.05.2018)
135. Ukus vode (14.06.2018)
136. Duhovi čuvari (12.07.2018)
137. ... i u prah ćeš se vratiti (9.08.2018)
138. Napušteni (06.09.2018)
139. Pogrešna ruka (04.10.2018)
140. Smrt ne zaboravlja (01.11.2018)
141. Suze iz kamena (29.11.2018)
142. Na dnu zla (27.12.2018)

### 2019.
143. Kaligrafija bola (24.01.2019)
144. Lovac na veštice (21.02.2019)
145. Beda i okrutnost (21.03.2019)
146. Čovek tvojih snova (18.04.2019)
147. Ljudska mašina (16.05.2019)
148. Samo za odrasle (13.06.2019)
149. Cena mesa (11.07.2019)
150. Na dnu (08.08.2019)
151. Vila "Remington" (05.09.2019)
152. Mater Dolorosa (03.10.2019)
153. Posle duge tišine (31.10.2019)
154. Izgubljene stvari (28.11.2019)
155. Divlje godine (26.12.2019)

### 2020.
156. Hronodrama (23.01.2020)
157. Dan porodice (20.02.2020)
158. Uspavanka za poslednju noć (19.03.2020)
159. Korak anđela (16.04.2020)
160. Grafički horor roman (14.5.2020)
161. Teror (11.6.2020)
162. Stiže Dampir (9.7.2020)
163. Crno i belo (6.8.2020)
164. Plamen (3.9.2020)
165. Kraj tame (1.10.2020)
166. Nedokučiva tajna (29.10.2020)
167. Grafički horor roman: nastavak (26.11.2020)
168. Neljudsko (24.12.2020)

### 2021.
169. Spavati, možda i sanjati (21.1.2021)
170. Tango izgubljenih duša (18.2.2021)
171. Niko nije nevin (18.3.2021)
172. Tripofobija (15.4.2021)
173. Kasapin i ruža (13.5.2021)
174. Duboko crnilo (10.6.2021)
175. Automobil koji nije želeo da umre (8.7.2021)
176. Izgubićeš glavu (5.8.2021)
177. Hipolita (2.9.2021)
178. Neka vlada haos! (30.9.2021)
179. Vežba broj 6 (28.10.2021)
180. Preživela (25.11.2021)
181. Sumrak bogova (23.12.2021)

### 2022.
182. Krv zemlje (20.1.2022)
183. Zametak (17.2.2022)
184. Smak sveta (17.3.2022)
185. Večna godišnja doba (14.4.2022)
186. O vremenu i drugim iluzijama (12.5.2022)
187. Ime mu je bilo rat (9.6.2022)
188. Bolest M (7.7.2022)
189. Ko umre, videće se opet (4.8.2022)
190. Upravo venčani (1.9.2022)
191. A danas, Apokalipsa! (29.9.2022)
192. Crna zora (27.10.2022)
193. Crveni sumrak (27.11.2022)
194. Sečivo, mesec i ork (22.12.2022)

### 2023.
195. Ana zauvek (19.1.2023)
196. Ubica (16.2.2023)
197. Poslednji smeh (16.3.2023)
198. Entitet (13.4.2023)
199. Gledanje u ambis (11.5.2023)
200. Povratak u mrak (8.6.2023)
201. Večita noć (6.7.2023)
202. Treći dan (3.8.2023)
203. Loša berba (31.8.2023)
204. Gospodari ništavila (28.9.2023)
205. Nevine igre (26.10.2023)
206. Pod maskom (23.11.2023)
207. Zatvorenik (21.12.2023)

### 2024.
208. Sudnji čas (18.1.2024)
209. Sali (15.2.2024)
210. Zora (14.3.2024)
211. Dženi (11.4.2024)
212. Varijabla (9.5.2024)
213. Plavi trenutak (6.6.2024)
214. U ratnikovoj sobi (4.7.2024)
215. Kendiveb (1.8.2024)
216. Grabljivci (29.8.2024)
217. Smrt u igri (26.9.2024)
218. Život i njegova suprotnost (24.10.2024)
219. Tamo gde snovi dolaze da umru (21.11.2024)
220. Zver iz Vresišta (19.12.2024)

### 2025.
221. Polarni bezdani (16.1.2025)
222. Ništa nije zauvek (13.2.2025)
223. Zaštitiću te (13.3.2025)
224. Jahači munje (10.4.2025)
225. Paklonauti (15.5.2025)
226. Dva minuta do ponoći (12.6.2025)
227. Ne s' tutnjem (10.7.2025)

## Beleške
1. ↑  Pre toga Dilan Dog je u Srbiji (Jugoslaviji) objavljivan u periodu 1986-1992. kao posebno izdanje Zlatne serije. Spisak objavljenih epizoda u Zlatnoj seriji može se pogledati ovde.